# San Martín de Bolaños
San Martín de Bolaños là một đô thị thuộc bang Jalisco, México. Năm 2005, dân số của đô thị này là 3205 người.